# 安徽高等法院
安徽省高等法院，是中華民國大陸時期的二級法院之一，屬於普通法院，行政組織上直屬司法行政部之監督；審級上以最高法院為上級審法院。

## 組織沿革
民國元年（1912年）7月，安徽議會決議，在皖軍都督府內設立「司法籌備處」，設委處長。後遵中央命令，改為「司法司」，設司長。次年又奉令改設行政公署，施行省行政長官監督司法行政工作，限4月1日實行，復改司法司為司法籌備處，並於同日改組成立；7月，安徽省臨時議會頒發《安徽各縣司法暫行章程十四條》，其中第6條規定各縣知事兼理本縣司法行政事務，並得依法院編制法第159 條之規定監督審、檢員；10月4日又奉令裁撤司法籌備處，將其職權分別劃歸高等審判廳、檢察廳辦理。
民國14年（1925年）前後安徽省政府設司法廳，民國16年（1927年）11月1日，安徽將審判廳改名為法院，設安徽省高等法院。內設民事審判庭、刑事審判庭、書記室、會計室。有院長、庭長、推事、書記官長、書記官、辦事員、錄事、司法警察等。
民國28年（1939年）7月，廖江南渡江到達安徽省政府臨時所在地立煌縣（今金寨縣），在該縣楊橋組成安徽省高等法院，內設民事審判庭、刑事審判庭、書記室、會計室。民國32年（1943年）增設統計室。民國34年（1945年）增設人事室。當年冬，安徽省高等法院遷回安慶原址辦公。民國35 年3 月，安徽省政府遷駐合肥，高等法院仍駐安慶，在合肥設立高等法院辦事處，同時撤銷歙縣高等法院辦事處。民國35年（1946年）6月，安徽省高等法院增設民事審判第二庭，刑事審判第二庭。民國36年（1947年）6月，安徽省高等法院內部機構設有院長，主管本院及全省司法行政工作。下設民事、刑事審判各二庭、書記室、會計室、統計室、人事室，庭設庭長，各室設主任。書記室設書記官長，書記官長下設文牘科、民事科、刑事科、監獄科、總務科、事務科，各科設主任書記官。文牘科下設繕寫室、收發室、檔案室。各室主任下設科員、書記官、雇員，另設有通譯、執達員、庭丁等。全院156人。管轄懷寧、桐城、太湖、宿松、望江、潛山、貴池、東流、至德、青陽、廬江等11縣的上訴案件。民國38年（1949年）3月下旬解放軍進入安慶前夕，安徽省高等法院遷往蕪湖縣及休寧縣。4月29日解放軍進入屯溪，院長廖江南攜印逃往福建，其餘人員由人事室主任朱其珍和首席檢察官盛世弼向解放軍部隊投降。

## 駐地
駐安慶高等審判廳原址。民國27年（1938年）1月13日戰火延及安慶，安徽高等法院始遷桐城，繼遷宿松再到漢口，最後到達重慶。民國28年（1939年）7月，在安徽省政府臨時省會立煌縣楊橋重建安徽省高等法院。民國34年（1945年）冬，遷回安慶原址辦公。民國38年（1949年）3月下旬遷往蕪湖、休寧。

## 分院
安徽省高等法院先後成立蚌埠第一分院、歙縣第二分院、蕪湖第三分院、阜陽第四分院、六安第五分院、滁縣第六分院。民國37年（1948年）1月1日安徽省高等法院遵令將各高等法院分院以所在地命名為蚌埠分院、歙縣分院、蕪湖分院、阜陽分院、六安分院、滁縣分院，同年秋曾擬在皖南設立宣城分院，因國共戰爭發展迅速，終未實現。
安徽高等法院蚌埠分院
民國16年（1927年）11月1日，以原「安徽省高等審判廳鳳陽第一分廳」設「安徽省高等法院第一分院」，駐蚌埠。民國28年（1939年）因日軍侵佔鳳陽而解散。隔年在廬江縣城重建第一分院。民國35年（1946年）4月遷蚌埠市國富街辦公，鳳陽、定遠、靈璧、宿縣、五河、泗縣、懷遠7縣為該分院轄區。民國37年（1948年）以所在地命名，改稱「安徽省高等法院蚌埠分院」。
安徽高等法院歙縣分院
民國18年（1929年）3月，安徽省高等法院接收安徽省特種刑事法庭，從該庭經費中劃出一部分在歙縣籌建「安徽省高等法院第二分院」，駐歙縣。同年11月11日正式成立。歙縣、休寧、婺源、祁門、黟縣、旌德、績溪、太平、石埭9縣為該分院轄區。民國37年（1948年）以所在地命名，改稱「安徽省高等法院歙縣分院」。
安徽高等法院蕪湖分院
民國23年（1934年）1月15日成立「安徽省高等法院第三分院」，駐蕪湖。民國26年（1937年）12月10日因日軍攻陷蕪湖而散。民國32年（1943年）6月18日安徽省高等法院在涇縣上坊村沈氏宗祠設立安徽省高等法院臨時法庭。同年10月1日臨時法庭撤銷，恢復第三分院。抗戰結束後於民國34年（1945年）10月28日遷回蕪湖辦公，蕪湖、宣城、涇縣、繁昌、當塗、甯國、郎溪、南陵、無為、含山、和縣、廣德、巢縣、銅陵14縣為該分院轄區。民國37年（1948年）以所在地命名，改稱「安徽省高等法院蕪湖分院」。
安徽高等法院阜陽分院
民國23年（1934年）1月15日成立「安徽省高等法院第四分院」，駐阜陽。抗戰初期撤銷。民國31年（1942年）2月16日安徽省高等法院以停辦宣城地方法院之經費，在阜陽恢復第四分院。阜陽、臨泉、亳縣、蒙城、鳳台、渦陽、太和、潁上8縣為該分院轄區。民國37年（1948年）以所在地命名，改稱「安徽省高等法院阜陽分院」。
安徽高等法院六安分院
民國32年（1943年）4月14日在太湖縣王氏宗祠設立「安徽省高等法院太湖分庭」。民國34年（1945年）冬，安徽省高等法院遷回安慶辦公，撤銷太湖分庭，以該庭的獨立預算，於同年11月30日在六安設立「安徽省高等法院第五分院」，駐六安。立煌、六安、霍邱、霍山、合肥、舒城、嶽西7縣為該分院轄區。民國37年（1948年）以所在地命名，改稱「安徽省高等法院六安分院」。
安徽高等法院滁縣分院
民國36年（1947年）6月16日，在滁縣成立「安徽省高等法院第六分院」，駐滁縣，滁縣、全椒、嘉山、來安、天長、盱眙6縣為該分院轄區。民國37年（1948年）以所在地命名，改稱「安徽省高等法院滁縣分院」。

## 地方法院
民國16年（1927年）3月，懷寧、蕪湖地方審判廳改稱地方法院，民國21年（1932年）4月設立合肥地方法院，10月設立阜陽地方法院，民國22年（1933年）2月設立鳳懷地方法院，民國23年（1934年）1月設立桐城、歙縣、宣城地方法院。抗戰發生後，除歙縣地方法院照常辦公外，其他7個縣地方法院均解散。
至民國37年（1948年）6月為止，安徽省重建和新建的地方法院有立煌、阜陽、涇縣、桐城、休甯、霍邱、臨泉、懷寧、蕪湖、合肥、鳳懷、壽縣、宣城、廬江、貴池、無為、滁縣、宿縣、六安、當塗、潁上、南陵、和縣、歙縣共24 縣。